# Neoperla asperipenis
Neoperla asperipenis är en bäcksländeart som beskrevs av Peter Zwick 1980. Neoperla asperipenis ingår i släktet Neoperla och familjen jättebäcksländor. Inga underarter finns listade i Catalogue of Life.